# San Pelayo de Guareña
Pour les articles homonymes, voir San Pelayo, Pelayo (homonymie) et Guareña (homonymie).
San Pelayo de Guareña est une commune de la province de Salamanque dans la communauté autonome de Castille-et-León en Espagne.